# Pont Cinquième de Béja
Le Pont Cinquième de Béja (arabe : قنطرة الخمسة بباجة) est un pont ferroviaire sur la voie reliant les villes tunisiennes de Béja et Tunis.
Il est nommé ainsi en souvenir du 5e régiment du génie (5e RG) qui a effectué le tracé de la ligne entre Béja et Mateur et construit un pont provisoire sur l'oued Béja pour faciliter la construction du viaduc.
Il est composé de douze arcs en plein cintre reliant les deux rives de la vallée.
Avant 1977, la voie relie Béja et Bizerte avant d'être déviée vers Tunis en raison de la construction du barrage de Sidi Salem.